# Глибокорозпушувач

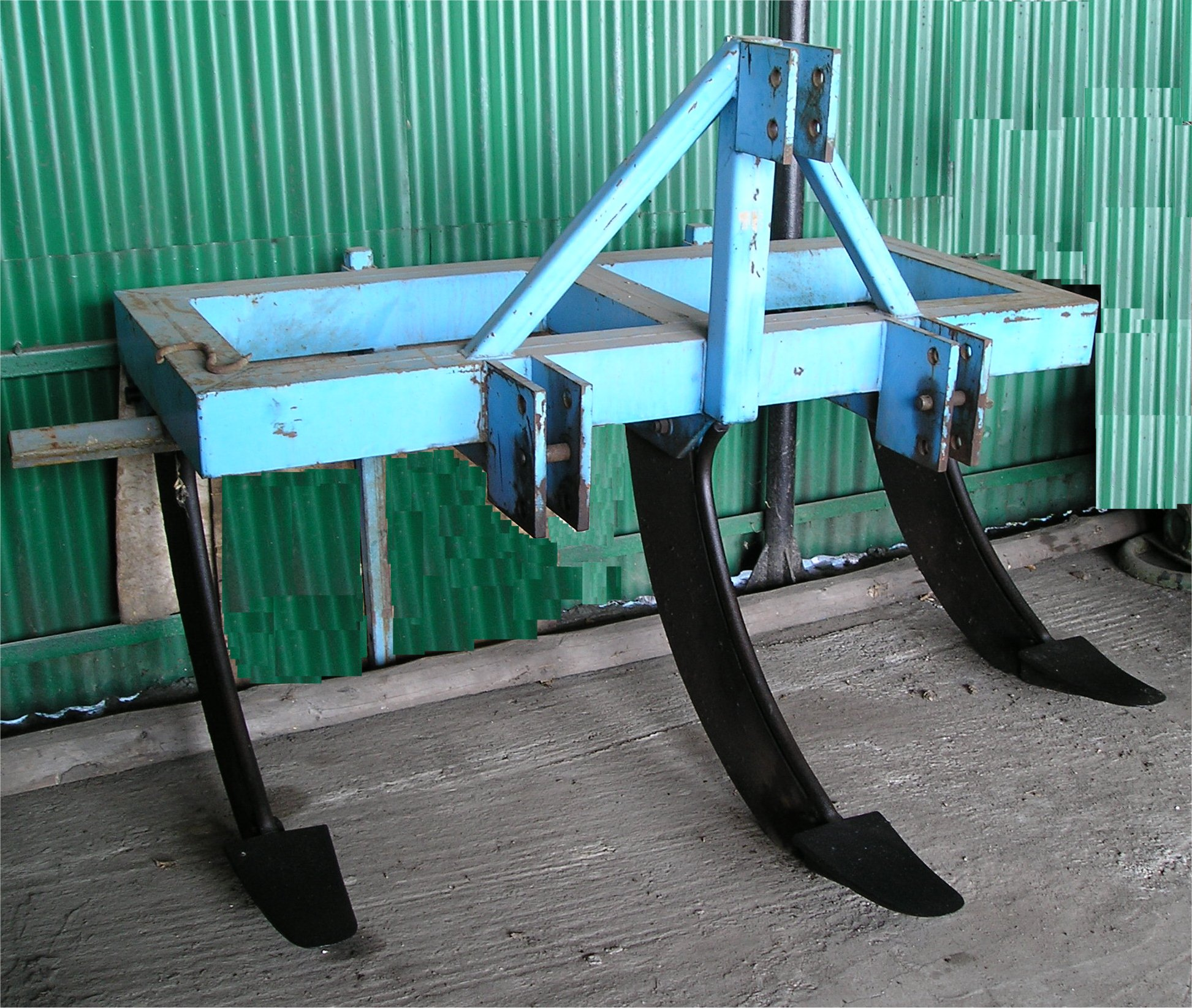
Тризубний глибокорозпушувач

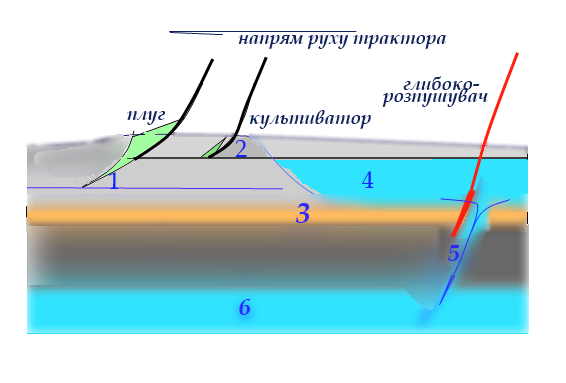
Принцип роботи глибокорозпушувача

Глибокорозпушувач — знаряддя чи машина для спеціальної обробки ґрунту на глибину понад 40 см (глибокого розпушування).

## Принцип роботи та застосування
Робочим вузлом глибокорозпушувача є зуби (один чи кілька), які закінчуються долотами. Існують пасивні й активні глибокорозпушувачі. В активних долота під час роботи здійснюють поступальний і коливальний рух, у пасивних — тільки поступальний.
Зуби активних глибокорозпушувачів мають привод від вала відбору потужності трактора.
Глибокорозпушувач застосовується головним чином для кришення, розпушення ґрунту з метою поліпшення її фізичних і біологічних властивостей. Розпушування не підіймає при оранці скибу ґрунту й підвищує її водопроникні і повітропроникні характеристики, що сприяють розвиткові коріння рослин. Передумовою для застосування цього знаряддя є тривалі застої води на полях, що утворюються навесні чи по рясних дощах.

### Принцип роботи
Як показано на схемі, леміш плуга (1) чи зуб культиватора (2) при обробці ґрунту не досягає глибини ущільненого шару (3), що затримує просочування вод після танення снігів чи рясних злив з поверхневого водоносного шару (на схемі 4) до першого підґрунтового водного горизонту (6). Долото глибокорозпушувача здатне проривати борозни в ущільненому водозатримуючому шарі, при цьому поверхневі води через менш щільні шари потрапляють до підґрунтового водного горизонту (5). Таким чином насіння не замокає і не гниє, що в цілому сприяє сходженню насіння і підвищенню врожаїв на полі.